# Becki Pipette
Becki Pipette, también conocida como Riot Becki, es una cantante británica, del grupo The Pipettes.
Rebecca Stephens nació el 30 de julio de 1982 en Brighton (Inglaterra).
Becki es la Pipette con el cabello rubio más oscuro, lentes y un aro en la nariz. Se hace notar cantando los versos del sencillo Your Kisses Are Wasted On Me. Su apodo proviene de su amor por la escena Riot Grrrl, nombrando a Sleater-Kinney y Kathleen Hanna como influencias, así como también Guided by Voices. Normalmente se ubica del lado izquierdo del escenario.
Becki tiene un título en Periodismo (Ciencias de la Información) del Buckinghamshire Chilterns University College. Su tesis se basó en las películas porno de los años setenta y ha manifestado estar obsesionada con este tema (dejando claro que por razones filosóficas).